# Atajo de Hastings

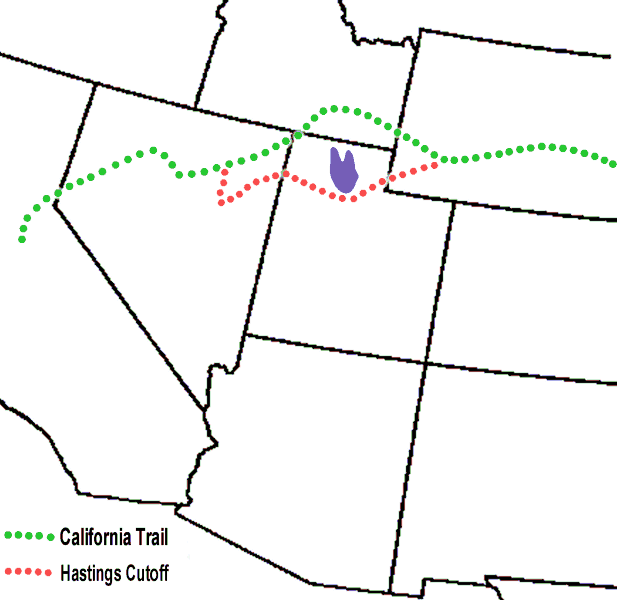
Esquema del atajo Hastings (en rojo; en verde la ruta a California)

El atajo de Hastings (en inglés: Hastings Cutoff) fue una ruta alternativa seguida por los emigrantes al Oeste que viajaban a California como proponía su valedor Lansford Hastings en 1845 en una guía que había publicado: The Emigrant's Guide to Oregon and California [Guía del emigrante a Oregon y California]. La desafortunada expedición Donner tomó esa ruta en 1846, falleciendo cuarenta de sus 87 integrantes.

## Descripción
Una frase en el libro describía brevemente el atajo:

La ruta más directa, para los emigrantes a California, sería la de abandonar la ruta de Oregón, en el fuerte Bridger; yendo desde allí al Oeste-Suroeste, hasta el lago Salado; y desde allí continuar descendiendo hasta la bahía de San Francisco, por la ruta descrita.
The most direct route, for the California emigrants, would be to leave the Oregon route, at Fort Bridger; thence bearing West Southwest, to the Salt Lake; and thence continuing down to the bay of St. Francisco, by the route just described.

El atajo dejaba la senda de Oregon en el fuerte Bridger, en Wyoming, pasaba a través de las montañas Wasatch, cruzaba el Gran desierto del Lago Salado, un terreno sin agua de unas 80 millas, rodeaba las montañas Ruby, y se reincorporaba a la ruta de California a unas siete millas al oeste de la moderna Elko (también Emigrant Pass).
El extremo occidental del atajo está distinguido como Nevada Historical Marker 3.

## Uso de la ruta del atajo
Hastings llevó una pequeña caravana por tierra a finales de 1845 y pasó el invierno en California. Curiosamente, su estancia en el fuerte Sutter coincidió con la visita de John C. Frémont que acababa de explorar el Gran desierto del Lago Salado y cuya carta describiendo una nueva ruta a California sería ampliamente publicada en los periódicos del Este. En abril, Hastings partió con algunos compañeros para reunirse con la emigración de 1846. Permaneció en las inmediaciones del río Sweetwater mientras que un viajero hacia el este llevaba una carta suya abierta invitando a los emigrantes de la ruta de California para reunirse con él en el fuerte Bridger. Entre 60 y 75 carretas lo hicieron y viajaron con Hastings en su ruta de atajo. Experimentaron un descenso difícil al bajar el cañón Weber (Weber Canyon), un tramo sin agua de unas 80 millas a través del Gran desierto del Lago Salado, y un largo desvío alrededor de las montañas Ruby. A pesar de las retos habituales de esos desplazamientos, llegaron con seguridad a California.

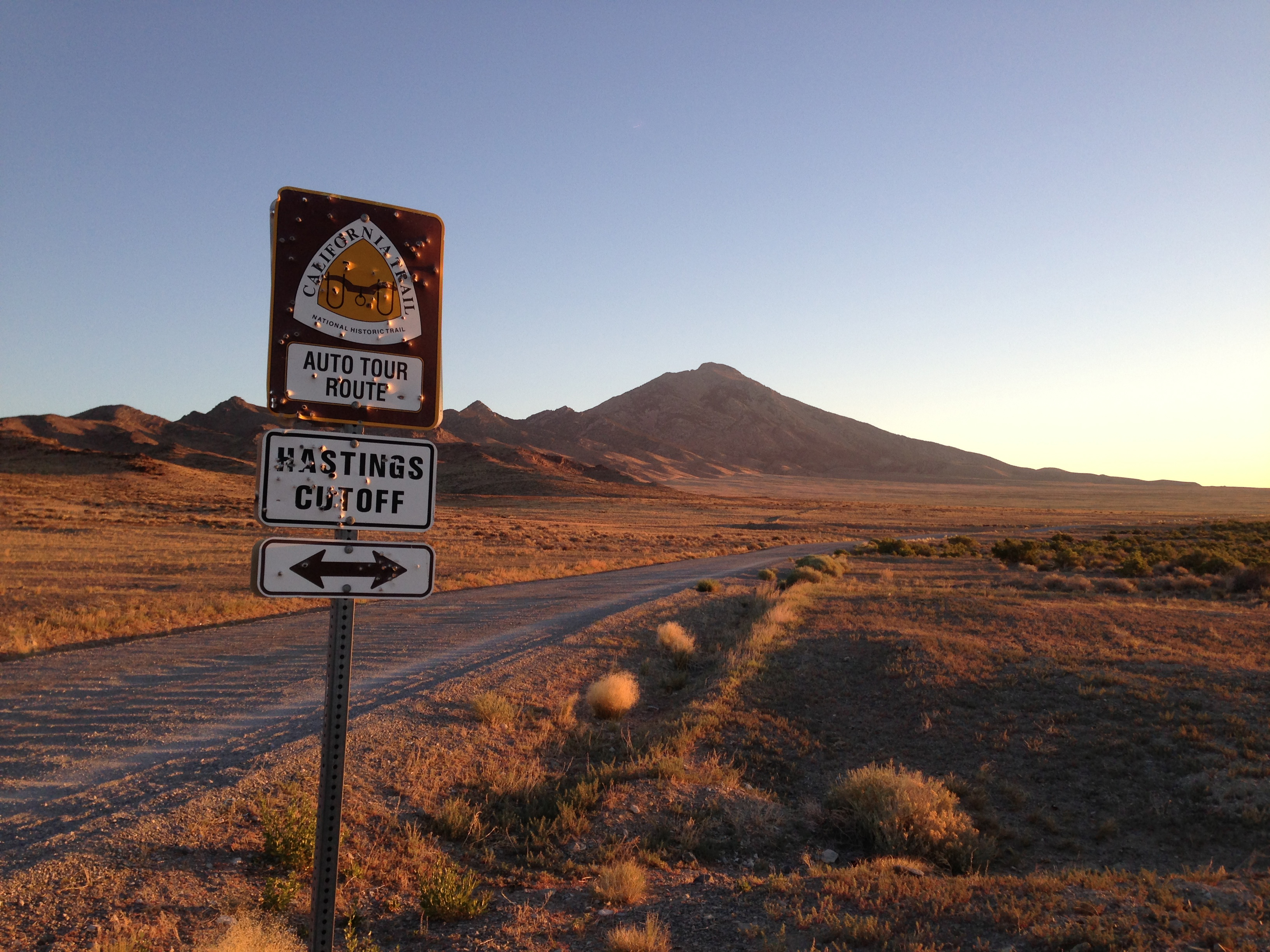
Señal del atajo Hastings cerca del pico Pilot (Nevada)

La expedición Donner, siguiendo la estela de esta caravana inicial en 1846, tuvo una experiencia desgraciada con la ruta del atajo Hastings. Habían llegado una semana tarde para viajar con el grupo de Hastings y creyeron su sugerencia de una ruta alternativa pionera para evitar el Weber Canyon. La construcción requerida de caminos a través de las montañas  Wasatch y la agotadora travesía del Gran desierto del Lago Salado les retrasó. Cuando habían llegado a reincorporarse a la ruta de California, se habían retrasado casi un mes. La caravana llegó al paso Donner sólo para darse cuenta de que una temprana tormenta de invierno lo bloqueaba y lo hacía intransitable. Después de quedar atrapados en la nieve en la Sierra Nevada, muchos de ellos murieron de hambre, y algunos de los emigrantes tuvieron que recurrir a comer a sus animales y hasta al canibalismo con los miembros fallecidos del grupo.
En julio de 1847, el líder mormón Brigham Young lideró una compañía de vanguardia de emigrantes desde Winter Quarters, en lo que hoy es Omaha, hasta el futura lugar de Salt Lake City. La compañía optó por utilizar el atajo Hastings cortando  a través del conocido hoy como cañón de la Emigración (Emigration Canyon). El grupo de jóvenes hizo mejoras notables en algunas partes del atajo en su viaje para que las partidas mormonas posteriores pudieran transitarlo de forma  más fácil a través del valle de Salt Lake. William Clayton, el escribano de la compañía , afirmó en sus diarios que la partida trató de seguir la ruta dejada por la expedición Donner el año anterior, aunque solo ocasionalmente pudieron identificar las rodadas. Unos años más tarde, las caravanas de emigración mormonas abandonaron gran parte de la ruta del atajo para optar por una nueva sección, que hoy es el cañón del Parley (Parley's Canyon), pasando cerca de Park City.
La fiebre del oro de California provocó un enorme aumento del tráfico hacia el Oeste y varios partidas de 1849 y 1850 utilizaron el atajo Hastings. El año 1850 vio el desarrollo de una nueva ruta llamada atajo Salt Lake (Salt Lake Cutoff) que evitaba el Gran desierto del Lago Salado pasando al oeste del lago. Por ello el atajo Hastings fue abandonado, a excepción de algunas partes al este de Salt Lake City, que se conservaron como final del camino Mormón.